# والتر فيتالا
والتر فيتالا (بالفنلندية: Walter Viitala) هو لاعب كرة قدم فنلندي في مركز حراسة المرمى، ولد في 9 يناير 1992 في هلسنكي في فنلندا. شارك مع منتخب فنلندا تحت 17 سنة لكرة القدم ومنتخب فنلندا تحت 19 سنة لكرة القدم ومنتخب فنلندا تحت 21 سنة لكرة القدم. أما مع النوادي، فقد لعب مع اتش آي اف كي ونادي ماريهامن وهونكا.

## وصلات خارجية
- والتر فيتالا على موقع الاتحاد الأوربي (الإنجليزية)
- والتر فيتالا على موقع قاعدة بيانات كرة القدم.إي يو (الإنجليزية)
- والتر فيتالا على موقع ناشيونال فوتبول تيمز (الإنجليزية)
- والتر فيتالا على موقع Soccerway.com (الإنجليزية)
- والتر فيتالا على موقع عالم كرة القدم.نت (الإنجليزية)